# Івани (Дебьоський район)
Івани́ (рос. Иваны) — присілок в Дебьоському районі Удмуртії, Росія.

## Населення
Населення — 6 осіб (2010; 12 в 2002).
Національний склад станом на 2002 рік:
- удмурти — 92 %

## Урбаноніми[3]
- вулиці — Іванівська